# Годжес (Південна Кароліна)
Годжес (англ. Hodges) — місто (англ. town) в США, в окрузі Грінвуд штату Південна Кароліна. Населення — 162 особи (2020).

## Географія
Годжес розташований за координатами 34°17′19″ пн. ш. 82°14′58″ зх. д. / 34.28861° пн. ш. 82.24944° зх. д. (34.288687, -82.249312).  За даними Бюро перепису населення США в 2010 році місто мало площу 2,03 км², з яких 2,02 км² — суходіл та 0,01 км² — водойми.

## Демографія
Згідно з переписом 2010 року, у місті мешкало 155 осіб у 61 домогосподарстві у складі 42 родин. Густота населення становила 76 осіб/км².  Було 69 помешкань (34/км²).
Расовий склад населення:
| - 89,0 % — білих - 7,7 % — чорних або афроамериканців - 0,6 % — корінних американців |

До двох чи більше рас належало 1,9 %. Частка іспаномовних становила 1,3 % від усіх жителів.
За віковим діапазоном населення розподілялося таким чином: 20,6 % — особи молодші 18 років, 60,7 % — особи у віці 18—64 років, 18,7 % — особи у віці 65 років та старші. Медіана віку мешканця становила 44,8 року. На 100 осіб жіночої статі у місті припадало 106,7 чоловіків;  на 100 жінок у віці від 18 років та старших — 112,1 чоловіків також старших 18 років.
Середній дохід на одне домашнє господарство  становив 69 742 долари США (медіана — 51 250), а середній дохід на одну сім'ю — 89 774 долари (медіана — 57 917). За межею бідності перебувало 6,1 % осіб, у тому числі 0,0 % дітей у віці до 18 років та 8,0 % осіб у віці 65 років та старших.
Цивільне працевлаштоване населення становило 56 осіб. Основні галузі зайнятості: освіта, охорона здоров'я та соціальна допомога — 30,4 %, роздрібна торгівля — 25,0 %, публічна адміністрація — 12,5 %, виробництво — 8,9 %.